# Declaration of Dependence
Declaration of Dependence is het derde album van het Noorse duo Kings of Convenience dat verscheen in oktober 2009. Het is het eerste album na een periode van vijf jaar afwezigheid. De band zal het album promoten met een tour.
"Mrs Cold" en "Boat Behind" verschenen reeds als single in verschillende landen.

## Lijst van nummers
| Nr. | Titel                   | Duur |
| --- | ----------------------- | ---- |
| 1.  | 24-25                   | 3:04 |
| 2.  | Mrs. Cold               | 3:11 |
| 3.  | Me in You               | 3:09 |
| 4.  | Boat Behind             | 3:41 |
| 5.  | Rule my World           | 2:16 |
| 6.  | My Ship Isn't Pretty    | 3:47 |
| 7.  | Renegade                | 4:16 |
| 8.  | Power of not Knowing    | 2:23 |
| 9.  | Peacetime Resistance    | 2:54 |
| 10. | Freedom and its Owner   | 3:24 |
| 11. | Riot on an Empty Street | 3:59 |
| 12. | Second to Numb          | 3:40 |
| 13. | Scars on Land           | 3:44 |

## Hitnotering
| "Declaration of Dependence" in de Nederlandse Album Top 100 - binnen: 03-10-2009 | "Declaration of Dependence" in de Nederlandse Album Top 100 - binnen: 03-10-2009 | "Declaration of Dependence" in de Nederlandse Album Top 100 - binnen: 03-10-2009 | "Declaration of Dependence" in de Nederlandse Album Top 100 - binnen: 03-10-2009 | "Declaration of Dependence" in de Nederlandse Album Top 100 - binnen: 03-10-2009 | "Declaration of Dependence" in de Nederlandse Album Top 100 - binnen: 03-10-2009 | "Declaration of Dependence" in de Nederlandse Album Top 100 - binnen: 03-10-2009 | "Declaration of Dependence" in de Nederlandse Album Top 100 - binnen: 03-10-2009 |
| Week                                                                             | 01                                                                               | 02                                                                               | 03                                                                               | 04                                                                               |                                                                                  | 05                                                                               |                                                                                  |
| -------------------------------------------------------------------------------- | -------------------------------------------------------------------------------- | -------------------------------------------------------------------------------- | -------------------------------------------------------------------------------- | -------------------------------------------------------------------------------- | -------------------------------------------------------------------------------- | -------------------------------------------------------------------------------- | -------------------------------------------------------------------------------- |
| Nummer                                                                           | 57                                                                               | 64                                                                               | 78                                                                               | 98                                                                               | uit                                                                              | 98                                                                               | uit                                                                              |